# Limay (Bataan)
Limay ist eine philippinische Stadtgemeinde in der Provinz Bataan. Sie hat 68.071 Einwohner (Zensus 1. August 2015).

## Baranggays
Limay ist politisch unterteilt in zwölf Baranggays.
- Alangan
- Kitang I
- Kitang 2 & Luz
- Lamao
- Landing
- Poblacion
- Reformista
- Townsite
- Wawa
- Duale
- San Francisco de Asis
- St. Francis II